# Fee Luck
Fee Luck (* 7. Januar 1995) ist eine deutsche Schauspielerin.

## Leben
In der Kinder- und Jugendserie Schloss Einstein spielte sie 2007 die Rolle der Nele Arnold. Ihre Zwillingsschwester Zoe wirkte ebenfalls bei Schloss Einstein mit; die beiden Schwestern waren die jüngsten Darstellerinnen bei Schloss Einstein.